# Numeri di Bernoulli

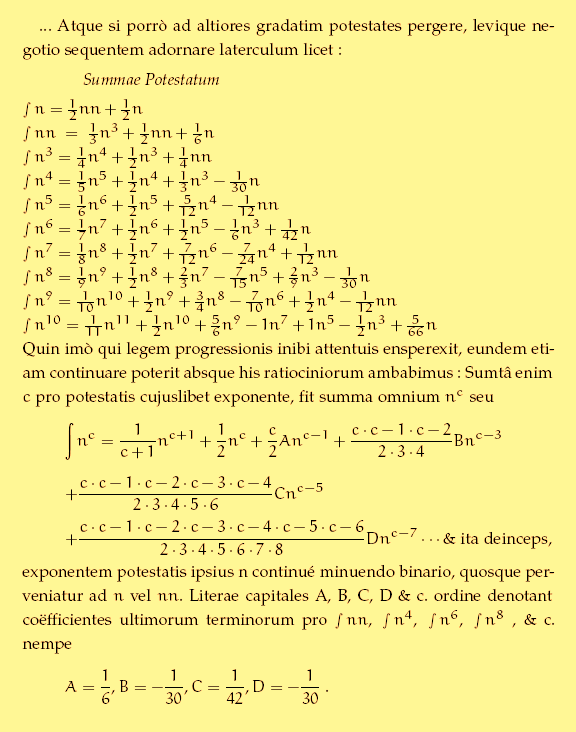
Jakob Bernoulli. Summae Potestatum in Ars Conjectandi, 1713

In matematica, i numeri di Bernoulli {\displaystyle B_{n}} costituiscono una successione di numeri razionali che gioca un ruolo importante in vari problemi. Accanto a essi conviene prendere in considerazione i polinomi di Bernoulli che si possono considerare una loro generalizzazione.

## Genesi storica
Questi numeri furono individuati quasi contemporaneamente ma indipendentemente da Kōwa Seki nel 1712 e da Jakob Bernoulli nel 1713. Bernoulli li tratta nella sua opera Ars Conjectandi, in relazione con le forme chiuse per le somme di potenze di interi successivi
{\displaystyle \sum _{k=1}^{n}k^{m}=1^{m}+2^{m}+\cdots +n^{m}}
per valori interi positivi fissati di {\displaystyle m.}
Queste forme chiuse erano state individuate già nel 1631 da Johann Faulhaber cui Bernoulli fa riferimento. Dopo la morte di Bernoulli, nel 1721 Abraham de Moivre ed Eulero diedero ai numeri {\displaystyle B_{n}} il nome con il quale sono tuttora conosciuti.
Le precedenti somme sono esprimibili per ogni {\displaystyle m} come polinomi in {\displaystyle n} di grado {\displaystyle m+1.} La formula rivelata e forse scoperta ma non dimostrata da Jakob Bernoulli, scritta in notazione moderna utilizzando la notazione del fattoriale decrescente, è:
{\displaystyle \sum _{k=1}^{n}k^{m}={\frac {1}{m+1}}n^{m+1}+{\frac {1}{2}}n^{m}+\sum _{k=2}^{n}{\frac {m^{\underline {k-1}}}{k!}}B_{k}n^{m-k+1}.}
Bernoulli però nel suo trattato non considerava quelli che oggi per noi sono invece i primi due numeri della sequenza numerica che porta il suo nome per cui oggi preferiamo esprimere quella stessa formula nel seguente modo
{\displaystyle \sum _{k=1}^{n}k^{m}={1 \over {m+1}}\sum _{k=0}^{m}{m+1 \choose {k}}B_{k}n^{m-k+1},}
dove si è utilizzata la variante {\displaystyle B_{1}=1/2} dei numeri di Bernoulli.

### Esempi
{\displaystyle (B_{0}=1,~B_{1}=1/2,~B_{2}=1/6,~B_{3}=0,~B_{4}=-1/30).}
- Nel caso {\displaystyle m=1} abbiamo

{\displaystyle 1+2+\ldots +n\,=\,{1 \over {2}}(B_{0}n^{2}+2B_{1}n^{1})\,=\,{n(n+1) \over {2}}={\frac {1}{2}}n^{2}+{\frac {1}{2}}n.}
- Nel caso {\displaystyle m=4} abbiamo

{\displaystyle 1^{4}+2^{4}+3^{4}+\cdots +n^{4}={1 \over 5}\sum _{j=0}^{4}{5 \choose j}B_{j}n^{5-j}=}
{\displaystyle ={1 \over 5}\left(B_{0}n^{5}+5B_{1}n^{4}+10B_{2}n^{3}+10B_{3}n^{2}+5B_{4}n\right)=}
{\displaystyle ={\frac {1}{5}}n^{5}+{\frac {1}{2}}n^{4}+{\frac {1}{3}}n^{3}-{\frac {1}{30}}n.}

## Definizione ricorsiva
I numeri di Bernoulli, nella variante {\displaystyle B_{1}=-1/2}, possono essere calcolati usando la seguente formula di ricorrenza:
{\displaystyle \sum _{j=0}^{m}{m+1 \choose {j}}B_{j}=0,\quad {\text{ con la condizione iniziale }}B_{0}=1,}
che equivale a:
{\displaystyle \sum _{j=0}^{m-1}{m+1 \choose {j}}B_{j}+(m+1)B_{m}=0,}
da cui la forma esplicita:
{\displaystyle B_{m}=-{1 \over {m+1}}\sum _{j=0}^{m-1}{m+1 \choose {j}}B_{j}.}

### L'algoritmo di Ada Lovelace
Nella nota G delle Note di Ada Lovelace sull'analytical engine del 1842
è stato descritto per la prima volta un algoritmo per la costruzione dei numeri di Bernoulli con una macchina in grado di eseguire calcoli automatici.
L'algoritmo di Ada Lovelace per i numeri di Bernoulli si basa sulla formula ricorsiva che abbiamo visto anche se per riconoscerla si deve tener conto che anche ai suoi tempi, come in quelli di Bernoulli, non erano considerati i primi due numeri della sequenza.

## Tavola dei numeri di Bernoulli
Si può dimostrare che {\displaystyle B_{n}=0} per tutti gli {\displaystyle n} dispari maggiori di 1.
I primi valori diversi da 0 sono i seguenti:
| n  | 0 | 1       | 2   | 4     | 6    | 8     | 10   | 12        | 14  | 16        | 18        | 20          |
| -- | - | ------- | --- | ----- | ---- | ----- | ---- | --------- | --- | --------- | --------- | ----------- |
| Bn | 1 | ±1/2[7] | 1/6 | -1/30 | 1/42 | -1/30 | 5/66 | -691/2730 | 7/6 | -3617/510 | 43867/798 | -174611/330 |
I numeri di Bernoulli compaiono anche negli sviluppi in serie di Taylor della tangente e della tangente iperbolica, nella formula di Eulero-Maclaurin e nelle espressioni di certi valori della funzione zeta di Riemann.

## Funzioni generatrici
I numeri di Bernoulli possono anche essere definiti usando delle funzioni generatrici esponenziali sviluppate in serie di Maclaurin. Per la variante della sequenza bernoulliana con {\displaystyle B_{1}=-1/2} abbiamo: 
{\displaystyle {\frac {x}{e^{x}-1}}=:\sum _{n=0}^{\infty }B_{n}{\frac {x^{n}}{n!}},}
mentre sommando {\displaystyle x} ai due membri della precedente, troviamo la funzione generatrice della variante con {\displaystyle B_{1}=1/2}
{\displaystyle {\frac {-x}{e^{-x}-1}}=:\sum _{n=0}^{\infty }B_{n}{\frac {x^{n}}{n!}}.}
Queste possono considerarsi uguaglianze fra serie formali di potenze; in questo caso per la convergenza della serie si chiede che {\displaystyle x} abbia valore assoluto minore di {\displaystyle 2\pi } (il raggio di convergenza della serie stessa).

## Numeri di Bernoulli ottenuti dal triangolo di Tartaglia
{\displaystyle B_{n}={\frac {|A_{n}|}{(n+1)!}},}
dove {\displaystyle |A_{n}|} è il determinante di una matrice di Hessenberg di ordine {\displaystyle n} parzialmente coincidente con il triangolo di Tartaglia i cui elementi sono definiti da
{\displaystyle a_{i,k}=\left\{{\begin{matrix}0&{\mbox{se }}k>1+i\\{i+1 \choose k-1}&{\mbox{altrimenti}}\end{matrix}}\right.}
Per la dimostrazione si rimanda alla bibliografia.
Esempio:
{\displaystyle B_{6}={\frac {\begin{vmatrix}1&2&0&0&0&0\\1&3&3&0&0&0\\1&4&6&4&0&0\\1&5&10&10&5&0\\1&6&15&20&15&6\\1&7&21&35&35&21\\\end{vmatrix}}{7!}}={\frac {120}{5040}}={\frac {1}{42}}.}